# Plateumaris consimilis
Plateumaris consimilis is een keversoort uit de familie bladkevers (Chrysomelidae). De wetenschappelijke naam van de soort werd in 1781 gepubliceerd door Franz Paula von Schrank.